# Lista de títulos das seleções europeias de futebol masculino
Atualmente existem 53 seleções nacionais na Europa. Lista dos principais títulos das Seleções Europeias de Futebol Masculino afiliadas a UEFA que representam a Europa em competições de futebol organizadas pela própria UEFA e também pela FIFA, CONMEBOL e COI. Nas olimpíadas o Reino Unido inteiro é representado como apenas uma seleção.

## Seleções membros
| Albânia     | Alemanha     | Andorra              | Armênia          | Áustria       | Azerbaijão         |
| Bélgica     | Bielorrússia | Bósnia e Herzegovina | Bulgária         | Cazaquistão   | Chipre             |
| Croácia     | Dinamarca    | Escócia              | Eslováquia       | Eslovênia     | Espanha            |
| Estónia     | Finlândia    | França               | Geórgia          | Grécia        | Hungria            |
| Ilhas Faroé | Inglaterra   | Irlanda              | Irlanda do Norte | Islândia      | Israel             |
| Itália      | Letónia      | Liechtenstein        | Lituânia         | Luxemburgo    | Macedônia do Norte |
| Malta       | Moldávia     | Montenegro           | Noruega          | País de Gales | Países Baixos      |
| Polónia     | Portugal     | Tchéquia             | Romênia          | Rússia        | San Marino         |
| Sérvia      | Suécia       | Suíça                | Turquia          | Ucrânia       | Gibraltar          |

## Competições
- FIFA
  - Copa do Mundo
  - Copa das Confederações
- UEFA
  - Eurocopa
  - Liga das Nações
- UEFA e CONMEBOL
  - Troféu Artemio Franchi
- COI
  - Jogos Olímpicos

## Títulos por País
As seleções Alemanha, Itália, França, Espanha e Inglaterra juntas representam 11 títulos de Copas do Mundo ganhas. As seleções de Portugal, Bélgica, Croácia, Holanda, Suécia e Russia, apesar de não terem copas do mundo ganhas, também são muito respeitadas, com  grandes vitórias e brilhantes atletas em seu legado.

### Eurocopa: 3(1972,1980,1996)
Copa das Confederações: 1 (2017)
 Jogos Olímpicos: 1 (1976)
Título conquistado pela Alemanha Oriental

### Copa do Mundo: 4(1934,1938,1982,2006)
Eurocopa: 2 (1968 e 2020)
Copa Internacional: 2 (1927–30 e 1933–35)
 Jogos Olímpicos: 1 (1936)

### Eurocopa: 2(1984,2000)
Copa das Confederações: 2 (2001, 2003)
Liga das Nações: 1 (2020–21)
Troféu Artemio Franchi: 1 (1985)
 Jogos Olímpicos: 1 (1984)

### Espanha
Copa do Mundo: 1 (2010)
Eurocopa: 4 (1964, 2008, 2012, 2024)
Jogos Olímpicos: 1 (1992)
Liga das Nações: 1 (2022–23)

### Inglaterra
Copa do Mundo: 1 (1966)
Jogos Olímpicos: 3 (1900, 1908, 1912)
Títulos conquistados pela Grã-Bretanha (Reino Unido)

### Jogos Olímpicos:3(1952,1964,1968)
Copa Internacional: 1 (1948-53)

### União Soviética(Rússia)
Eurocopa: 1 (1960)
 Jogos Olímpicos: 2 (1956, 1988)

### Tchecoslováquia
Eurocopa: 1 (1976)
Copa Internacional: 1 (1955-60)
 Jogos Olímpicos: 1 (1980)

### Portugal
Liga das Nações: 2 (2019 e 2025)
 Eurocopa: 1 (2016)

### Dinamarca
Eurocopa: 1 (1992)
Copa das Confederações: 1 (1995)

### Países Baixos
Eurocopa: 1 (1988)

### Grécia
Eurocopa: 1 (2004)

### Bélgica
Jogos Olímpicos: 1 (1920)

### Iugoslávia
Jogos Olímpicos: 1 (1960)

### Suécia
Jogos Olímpicos: 1 (1948)

### Polônia
Jogos Olímpicos: 1 (1972)

### Áustria
Copa Internacional: 1 (1931-32)

## Total de Títulos por Seleção
- Seleção Alemã de Futebol - 9 Títulos
- Seleção Francesa de Futebol - 9 Títulos
- Seleção Italiana de Futebol - 9 Títulos
- Seleção Espanhola de Futebol - 7 Títulos
- Seleção Inglesa de Futebol - 4 Títulos
- Seleção Húngara de Futebol - 4 Títulos
- Seleção Soviética de Futebol - 3 Títulos
- Seleção Tchecoslovaca de Futebol - 3 Títulos
- Seleção Portuguesa de Futebol - 3 Títulos
- Seleção Dinamarquesa de Futebol - 2 Títulos
- Seleção Neerlandesa de Futebol - 1 Título
- Seleção Grega de Futebol - 1 Título
- Seleção Belga de Futebol - 1 Título
- Seleção Iugoslava de Futebol - 1 Título
- Seleção Sueca de Futebol - 1 Título
- Seleção Polonesa de Futebol - 1 Título
- Seleção Suíça de Futebol - 1 Título